# Solenoid

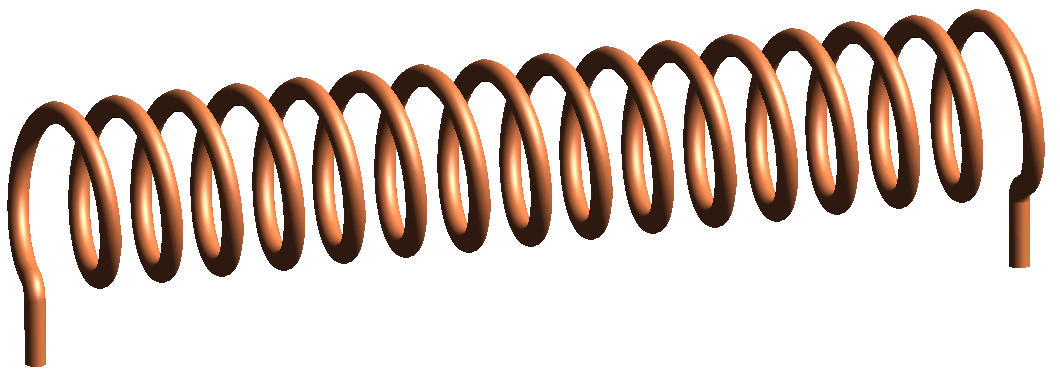
Solenoid

Solenoid – cewka powietrzna (bez rdzenia magnetycznego) o jednej warstwie uzwojenia, służąca do wytwarzania jednorodnego pola magnetycznego.
Stosowany jest tam, gdzie wymagane są niewielkie indukcyjności lub wysokie napięcia.

## Pole magnetyczne solenoidu

Linie pola magnetycznego w solenoidzie (widok przekroju)

Wartość natężenia pola magnetycznego w długim solenoidzie (to znaczy takim, którego długość jest dużo większa niż jego średnica) jest opisana równaniem:
{\displaystyle H={\frac {N\cdot I}{L}},}
gdzie:
- {\displaystyle H} – natężenie pola [A/m],
- {\displaystyle N} – liczba zwojów cewki (jedn. bezwymiarowa),
- {\displaystyle I} – natężenie prądu elektrycznego płynącego przez cewkę [A],
- {\displaystyle L} – długość cewki [m].

Wewnątrz solenoidu pole jest relatywnie duże, natomiast na zewnątrz pole jest małe, dla nieskończenie długiego solenoidu pole na zewnątrz byłoby równe zero. Linie pola przebiegają podobnie jak w magnesie sztabkowym.